# Верхів (річка)
Верхів (Верхова) — річка в Україні, у Хмільницькому районі Вінницької області, ліва притока Південного Бугу (басейн Чорного моря).

## Опис
Довжина річки приблизно 10 км. Формується з багатьох безіменних струмків та водойм.

## Розташування
Бере початок на південному заході від Калинівки. Тече переважно на північний захід через село Павлівку і біля Гущинців впадає у річку Південний Буг.